# Michael Poole
Michael Poole (nacido el 4 de octubre de 1984 en Puerto Argentino/Stanley) es un político de las Islas Malvinas que ha servido como miembro de la Asamblea Legislativa por la circunscripción de Puerto Stanley desde las elecciones generales de 2013, hasta 2017. Poole fue el primer miembro de la Asamblea Legislativa haber nacido después de la guerra de las Malvinas.
Antes de su elección Poole era un economista y analista estadístico en la Unidad de Gobierno de las islas. Anteriormente había trabajado como gerente en el Hospital Memorial rey Eduardo VII en la capital y fue un representante de una asociación de la industria pesquera. En 2012 Poole viajó con un grupo de jóvenes isleños a promover los intereses de los isleños de la libre determinación en una reunión del Comité de Descolonización, en Nueva York y más tarde en el Parlamento de la Juventud de la Commonwealth en Londres.